# .cg
Pour les articles homonymes, voir CG.
.cg est le domaine de premier niveau national (country code top level domain : ccTLD) réservé à la République du Congo.
Le domaine .cg est administré par l'ACNIC (Association Congolaise de Nommage Internet en Coopération). L'ACNIC propose également un domaine de second niveau :gouv.cg.